# Rhein-Neckar-Zentrum
Das Rhein-Neckar-Zentrum (RNZ) im hessischen Viernheim ist ein 1972 erbautes Einkaufszentrum mit etwa 60.000 m² Verkaufsfläche.

## Lage

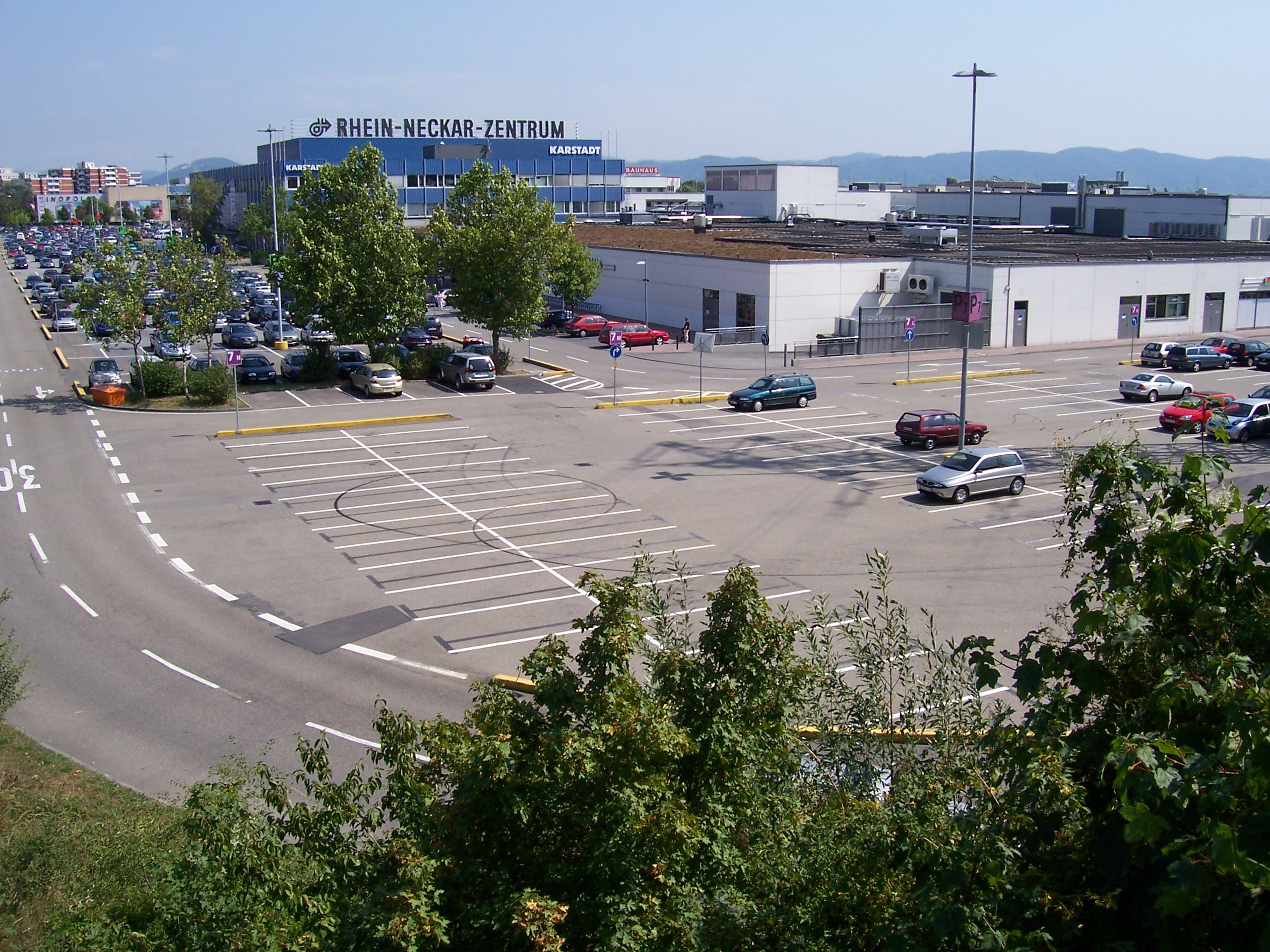
Rhein-Neckar-Zentrum und westliche Parkplätze

Über die Bahnstrecke Mannheim–Weinheim ist das RNZ im Öffentlichen Personennahverkehr an die Städte Mannheim, Heidelberg und Weinheim angebunden. Das RNZ liegt unmittelbar am Viernheimer Autobahnkreuz der A 6 und A 659. Für den Individualverkehr stehen 3.800 kostenlose Parkplätze zur Verfügung. Im Gesamteinzugsgebiet des RNZ, dem Rhein-Neckar-Raum leben 1.540.694 Menschen, davon ca. 320.000 in einem Kernbereich mit weniger als 15 Minuten Fahrzeit.

## Entwicklung

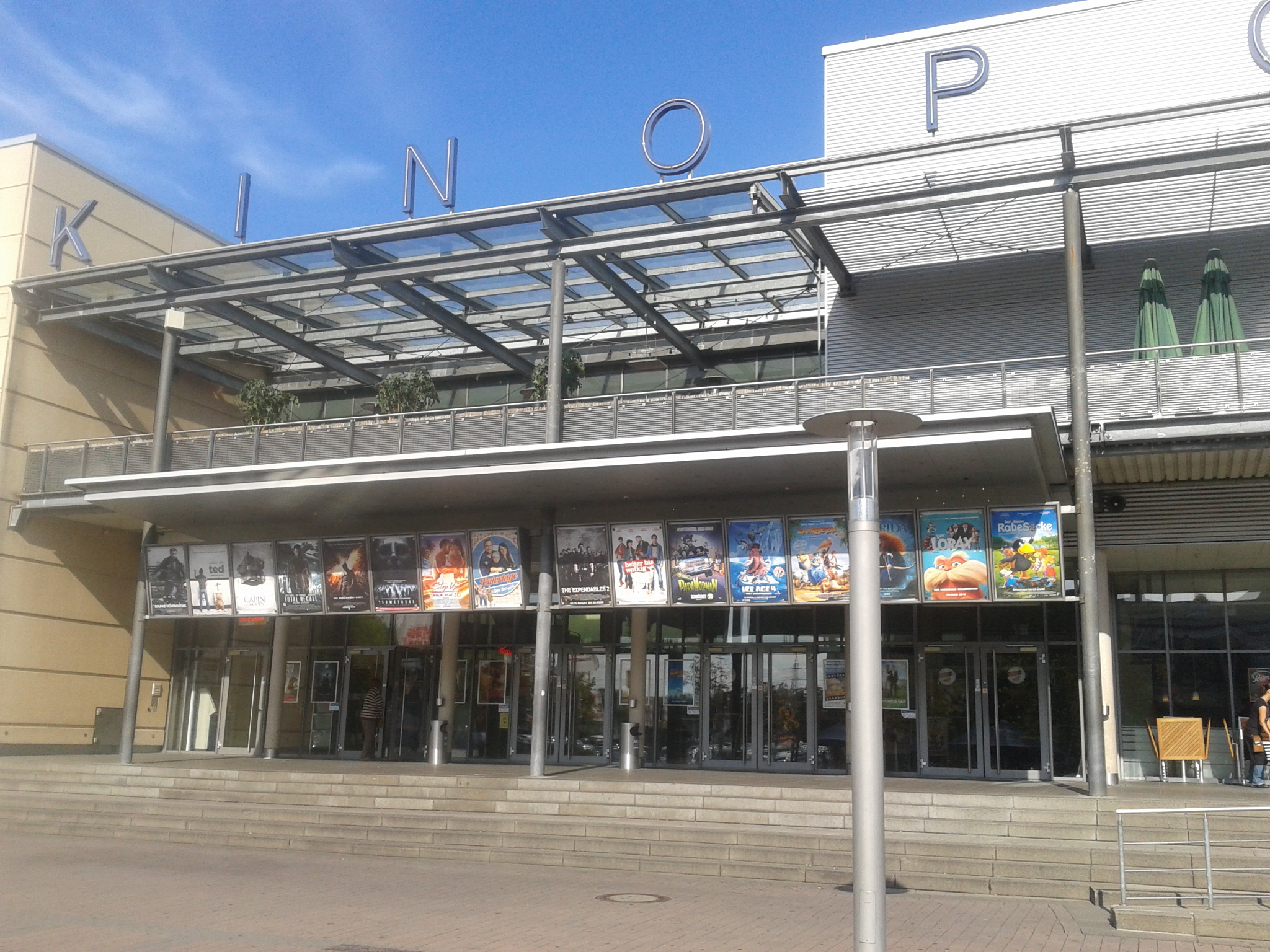
Kinopolis

Das Rhein-Neckar-Zentrum wurde 1972 mit 60 Geschäften auf einer Fläche von 50.000 m² eröffnet. Im Umfeld zog es vor allem in der Heidelberger Straße eine Großzahl weiterer Einkaufsmöglichkeiten an. Seit 1998 wird das RNZ von der ECE Projektmanagement GmbH gemanagt, die es im Zuge der Übernahme erstmals modernisierte, 2002 fand eine Erweiterung der Verkaufsfläche auf 60.000 m² statt. Von 2013 bis 2014 fand eine Umstrukturierung des Einkaufszentrums statt, in die der Betreiber etwa 10 Millionen Euro investierte. Im RNZ befinden sich 110 Fachgeschäfte sowie das Kinopolis, ein Multiplex-Kino. Insgesamt 1.200 Mitarbeiter sind dort beschäftigt, im Schnitt kommen täglich 24.131 Besucher in das Center.